# Jesús María, Chalchihuites
Jesús María är en ort i Mexiko.   Den ligger i kommunen Chalchihuites och delstaten Zacatecas, i den centrala delen av landet, 700 km nordväst om huvudstaden Mexico City. Jesús María ligger 2 150 meter över havet och antalet invånare är 104.
Terrängen runt Jesús María är kuperad åt sydost, men åt nordväst är den platt. Jesús María ligger nere i en dal. Runt Jesús María är det glesbefolkat, med 15 invånare per kvadratkilometer. Närmaste större samhälle är Chalchihuites, 7,2 km norr om Jesús María. Omgivningarna runt Jesús María är i huvudsak ett öppet busklandskap.